# زنان در نروژ
زنان در نروژ به دلیل جنبش فمینیستی در این کشور پیشرفت چشمگیری در اصلاح قوانین و آداب و رسوم اجتماعی در این کشور داشته‌است و حقوق زنان نروژ را ارتقا می‌دهد.

## دهه ۱۸۴۰: موج اول فمینیسم
در سال ۱۸۴۰، وضعیت زنان نروژی ناتوان در نظر گرفته می شود، به این معنا که امکان انعقاد هرگونه قرارداد، بدهی یا حتی کنترل پول برایشان غیرممکن بود. آنها حق نداشتند هیچ آموزش ببینند یا بتوانند برای هیچ شغل دولتی در نظر گرفته شوند. در مورد زنان مجرد که در آن دوران تعدادشان بسیار زیاد بود، می‌توانستند درخواست کنند که تحت نظر سرپرست استخدام شوند. در روز عروسی، زنان متأهل از زندگی تحت اقتدار پدر خود به تحت حاکمیت شوهران خود تغییر کردند
در زمان سلطنت ماگنوس ششم نروژ (1263-1280)، سن بلوغ برای مردان و زنان بیست سال تعیین شد. قانون نروژ بعداً در طول سلطنت کریستین پنجم (۱۶۷۰–۱۶۹۹) تغییر کرد. رژیم او قانونی را در نروژ (۱۶۸۷) صادر کرد که طبق قوانین آن زمان دانمارک، زنان مجرد را به عنوان صغیر تعریف می‌کرد.
با این حال، در سال ۱۸۴۵، اولین گام برای رهایی زنان با «قانون اکثریت مطلق برای زنان مجرد» برداشته شد، که برای آن سن بلوغ در سن ۲۵ سالگی به رسمیت شناخته شد.
در این نیمه اول قرن، کارخانه‌های نساجی اولیه (۱۸۴۰) و کارخانه‌های تنباکو که برای اشتغال زنان در نظر گرفته شده بود، کار می‌کردند. آنها همچنین در صنایع غذایی و مشاغلی که نیاز به «دست‌های کوچک» داشتند، کار می‌کردند، اما در صنایع سنگین کار نمی‌کردند.
ادبیاتی که در آن زمان برای زنان عرضه می‌شد، هنوز بازتابی از نظام ارزشی جامعه بود: فقط جست‌وجوی شوهر در این رمان‌ها یافت می‌شد. از جمله نویسندگان زن در نروژ در این دوره می‌توان به هانا وینس، ماری وکسلسن و آنا مگدالن تورسن اشاره کرد.

## موج دوم فمینیسم (۱۸۷۹–۱۸۹۰)
نویسندگانی که پرونده زنان را در دست گرفتند، ادعا کردند که کامیلا کولت الهام‌بخش آن‌ها است و بنابراین اولین موج فمینیسم را در نروژ ایجاد کردند.
در سال ۱۸۷۱، گئورگ برندس جنبش پیشرفت مدرن را آغاز کرد: او خواست که ادبیات در خدمت پیشرفت باشد نه دیدگاه‌های ارتجاعی. در آن زمان بود که نروژ دارای نویسندگانی بود که به «چهار بزرگ» معروف شدند، یعنی هنریک ایبسن، بیورنستیرنه بیورنسون، الکساندر کیلند و یوناس لی. همه برای آرمان زنان صحبت می‌کنند. کامیلا کولت و آستا هانستین برای دفاع از آرمان تئوری‌های فمینیستی نوشتند که برابری جدایی ناپذیر یک برنامه بزرگتر برای نویسندگان پیشرفت مدرن بود. 
برای دومی، دفاع از مردم ستمدیده در برابر انتظارات اجتماعی آن زمان خواهد بود، که همسر یکی از آنها بود.

## در سیاست

### حق رای
برخلاف برخی از کشورها که زنان از طریق یک قانون حق رای به دست آوردند، در نروژ چندین مرحله وجود داشت. حق رای گسترده در سال ۱۸۸۴ در سال ۱۸۹۸ به حق ملی تبدیل شد. در سال ۱۸۸۶، انجمن نروژی برای آرای زنان خواستار دسترسی به حق رای ملی شده بود. با این حال، در سال ۱۹۰۱، زنانی که می‌توانند حداقل درآمد خود را ایجاد کنند و کسانی که با یک رای‌دهنده ازدواج کرده‌اند، می‌توانند در انتخابات شهرداری و سپس در سال ۱۹۰۷ در انتخابات ملی شرکت کنند.
در سال ۱۹۱۰ بود که حق رای عمومی برای همه انتخابات شهرداری و در سال ۱۹۱۳ برای انتخابات سراسری پذیرفته شد. اولین زنی که در پارلمان نروژ، منصب خود را به دست آورد، آنا روگستاد در سال ۱۹۱۱ است. او در کنار محافظه کاران و چپ‌های میانه‌رو در جناح راست سیاسی حضور داشت. با این حال، زنان در سیاست و در استورتینگ نادر بودند.

### لابی زنان نروژی
در سال ۲۰۱۴، هشت سازمان سراسری حقوق زنان در نروژ ، لابی زنان نروژ را با الگوبرداری از سازمان‌های مشابه در کشورهای دیگر، برای تقویت جنبش سازمان‌یافته فمینیستی تأسیس کردند.
مرخصی زایمان یک برنامه تشویقی است که به والدین در یک دوره زمانی محدود مرخصی با حقوق می‌دهد. در نروژ، کارگران اغلب حق مرخصی در دوران بارداری، فرزندخواندگی، بیماری کودکان یا بیماری سرپرستان را دارند. کارگران از دهه ۱۹۷۰ فرصت دریافت مرخصی والدین را داشته‌اند، اما قوانین در سال ۱۹۹۳ به شدت تغییر کرد. اگر کارمند در زمان مرخصی از کارفرما حقوق دریافت کند، مرخصی استحقاقی محسوب می‌شود. اگر کارمند از کارفرمایان خود یا سایر کارفرمایان حقوق دریافت نکند، مرخصی از کار مرخصی بدون حقوق تلقی می‌شود. مرخصی والدین شامل مرخصی زایمان، پدری، فرزندخواندگی و مرخصی بارداری است. والدین تا زمانی که مزایای والدین را از بیمه ملی از طریق اداره کار و رفاه نروژ دریافت می‌کنند، حق مرخصی دارند.
والدین می‌توانند این هفته‌ها را به دلخواه بین خود تقسیم کنند به استثنای سه هفته قبل از تولد و شش هفته پس از تولد که برای مادر و سهمیه ۱۰ هفته پدر که برای پدر اختصاص دارد.